# Tizayuca
Tizayuca es una localidad mexicana, cabecera del municipio de Tizayuca, en el estado de Hidalgo. Es la tercera ciudad más poblada de Hidalgo, y se encuentra conurbada a la zona metropolitana del Valle de México.

## Toponimia
La palabra «Tizayuca» tiene origen náhuatl y proviene de las palabras 'tizatl' (una piedra blanca similar al tepetate utilizada por los mexicas en rituales y combates), 'yo' (que indica abundancia) y 'can' (que significa lugar), formando Tizayocan, que se traduce como «lugar donde abunda la tiza».

## Símbolos
Su glifo representa un monte de tierra simbolizando espacio, con puntos que indican la tiza y huellas de pies que indican la ubicación del lugar.

## Geografía

### Ubicación
Le corresponden las coordenadas geográficas 19°50′30″ de latitud norte y 98°59′21″ de longitud oeste. Se ubica al sur del territorio estatal de Hidalgo en la región geográfica del estado de Hidalgo denominada Cuenca de México, en el denominado Valle de Tizayuca. Se halla ubicada al norte de la Ciudad de México, de la cual se encuentra a una distancia de 57.5 km; y a solo 39.2 km al sur de Pachuca de Soto.

### Relieve e Hidrografía
En cuanto a fisiografía se encuentra dentro de las provincia del Eje Neovolcánico; dentro de la subprovincia Lagos y volcanes de Anáhuac.
 Su terreno es principalmente de llano con una altitud de 2268 m s. n. m. En lo que respecta a la hidrología se encuentra posicionado en la región hidrológica del Pánuco; en las cuenca del río Moctezuma; dentro de las subcuenca del río Tezontepec. Tizayuca se encuentra ubicado en su totalidad sobre el acuífero Cuautitlán-Pachuca.
Existe un río pequeño de tipo intermitente, que viene desde Pachuca de Soto llamado Río de las Avenidas, que cruza la zona metropolitana y cuenta con dos pequeños afluentes de tipo intermitente: el río Sosa y el río Papalote ambos fuertemente contaminados. El río Papalote se junta con el de Las avenidas en la represa El Manantial, ubicada al noreste; construida en 1962, tiene una longitud de la cortina en la corona de 333.23 m, almacena cerca de cuatro millones de metros cúbicos de agua. El Río de las Avenidas atraviesa luego el municipio de Tizayuca hasta desembocar en el Gran canal del desagüe, en el Estado de México.

### Clima
El clima es generalmente semifrío, subhúmedo con lluvias en verano, de mayor humedad.
| Parámetros climáticos promedio de Tizayuca (1951-2010). | Parámetros climáticos promedio de Tizayuca (1951-2010). | Parámetros climáticos promedio de Tizayuca (1951-2010). | Parámetros climáticos promedio de Tizayuca (1951-2010). | Parámetros climáticos promedio de Tizayuca (1951-2010). | Parámetros climáticos promedio de Tizayuca (1951-2010). | Parámetros climáticos promedio de Tizayuca (1951-2010). | Parámetros climáticos promedio de Tizayuca (1951-2010). | Parámetros climáticos promedio de Tizayuca (1951-2010). | Parámetros climáticos promedio de Tizayuca (1951-2010). | Parámetros climáticos promedio de Tizayuca (1951-2010). | Parámetros climáticos promedio de Tizayuca (1951-2010). | Parámetros climáticos promedio de Tizayuca (1951-2010). | Parámetros climáticos promedio de Tizayuca (1951-2010). |
| Mes                                                     | Ene.                                                    | Feb.                                                    | Mar.                                                    | Abr.                                                    | May.                                                    | Jun.                                                    | Jul.                                                    | Ago.                                                    | Sep.                                                    | Oct.                                                    | Nov.                                                    | Dic.                                                    | Anual                                                   |
| ------------------------------------------------------- | ------------------------------------------------------- | ------------------------------------------------------- | ------------------------------------------------------- | ------------------------------------------------------- | ------------------------------------------------------- | ------------------------------------------------------- | ------------------------------------------------------- | ------------------------------------------------------- | ------------------------------------------------------- | ------------------------------------------------------- | ------------------------------------------------------- | ------------------------------------------------------- | ------------------------------------------------------- |
| Temp. máx. abs. (°C)                                    | 38.0                                                    | 29.0                                                    | 33.0                                                    | 33.0                                                    | 33.0                                                    | 37.0                                                    | 29.5                                                    | 32.0                                                    | 29.5                                                    | 30.0                                                    | 29.0                                                    | 31.5                                                    | 38.0                                                    |
| Temp. máx. media (°C)                                   | 23.3                                                    | 24.4                                                    | 29.0                                                    | 29.1                                                    | 30.6                                                    | 28.5                                                    | 26.6                                                    | 25.7                                                    | 25.4                                                    | 23.6                                                    | 24.4                                                    | 23.6                                                    | 26.2                                                    |
| Temp. media (°C)                                        | 11.7                                                    | 13.2                                                    | 15.2                                                    | 17.0                                                    | 18.0                                                    | 17.6                                                    | 16.8                                                    | 16.6                                                    | 16.2                                                    | 15.3                                                    | 13.4                                                    | 12.3                                                    | 15.3                                                    |
| Temp. mín. media (°C)                                   | -2.5                                                    | -1.0                                                    | 1.0                                                     | 5.3                                                     | 6.9                                                     | 6.8                                                     | 7.5                                                     | 6.8                                                     | 6.8                                                     | 3.3                                                     | 0.2                                                     | 0.3                                                     | 3.5                                                     |
| Temp. mín. abs. (°C)                                    | −9.0                                                    | −4.0                                                    | −6.0                                                    | 0.0                                                     | 3.0                                                     | 2.0                                                     | 4.0                                                     | 4.0                                                     | −2.0                                                    | −2.0                                                    | −4.0                                                    | −6.0                                                    | −9.0                                                    |
| Precipitación total (mm)                                | 9.1                                                     | 10.0                                                    | 12.3                                                    | 32.7                                                    | 54.3                                                    | 106.0                                                   | 97.2                                                    | 101.1                                                   | 83.8                                                    | 42.2                                                    | 8.1                                                     | 3.1                                                     | 559.9                                                   |
| Días de lluvias (≥ 0.1)                                 | 1.4                                                     | 1.4                                                     | 1.9                                                     | 4.7                                                     | 6.9                                                     | 10.8                                                    | 12.4                                                    | 10.4                                                    | 9.5                                                     | 4.9                                                     | 1.9                                                     | 0.7                                                     | 66.9                                                    |
| Fuente: Servicio Meteorológico Nacional. 2015           |                                                         |                                                         |                                                         |                                                         |                                                         |                                                         |                                                         |                                                         |                                                         |                                                         |                                                         |                                                         |                                                         |

## Historia
La evangelización estuvo a cargo de los frailes franciscanos, que según se sabe en 1527 llegaron a la región de Zempoala, y que las primitivas iglesias se debieron a la autorización de fray Pedro de Gante, lo que puede aceptarse como cierto. En el año 1540 aparecen algunos frailes agustinos, por el rumbo de Tezontepec, sin embargo, se cree que no llegaron hasta Tizayuca.
La fundación de la parroquia de Tizayuca, data del año de 1569; aunque otros autores aseguran que fue en 1585, y desde 1569 estuvo como cura, al frente de esa feligresía, Don Pedro Felipe, que además atendía los curatos de Tolcayuca y Tecámac. Pedro Felipe, llegando de España en el año de 1558, fue ordenado y nombrado por el Ilustrísimo Señor Don Fernando de Villagómez, Obispo de Tlaxcala, cura de Tizayuca en noviembre de 1569.
En esa misma época era gobernador un indígena llamado Don Melchor Peñas, cacique natural de dicho Pueblo. La iglesia antigua fue sustituida por la actual, y fue terminada el 10 de agosto de 1617, siendo su primer Párroco Don Julián Vázquez, y correspondía a la arquidiócesis de la Ciudad de México. Tizayuca fue República de Indios, dependiente de la Alcaldía Mayor de Pachuca y estuvo encomendada a Alfonso Pérez Zamora.

## Demografía

Calle en la ciudad.

De acuerdo con el Censo de Población y Vivienda 2020 del INEGI; la ciudad tiene una población de 60 265 habitantes, lo que representa el 35.808 % de la población municipal. De los cuales 29 320 son hombres y 30 945 son mujeres; con una relación de 94.75 hombres por 100 mujeres.
La población que habla alguna lengua indígena, es de 1000 personas, alrededor del 1.66 % del total de la ciudad. En la ciudad hay 769 personas que se consideran afromexicanos o afrodescendientes, alrededor del 1.27 % de la población de la ciudad.
De acuerdo con datos del censo INEGI 2020, unas 43 904 declaran practicar la religión católica; unas 6171 personas declararon profesar una religión protestante o cristiano evangélico; 271 personas declararon otra religión; y unas 9802 personas que declararon no tener religión o no estar adscritas en alguna.
| Gráfica de evolución demográfica de Tizayuca entre 1900 y 2020                               |
|                                                                                              |
| Población de los censos y conteos del Instituto Nacional de Estadística y Geografía (INEGI). |

## Cultura

### Arquitectura

Parroquia de la Transfiguración o del Divino Salvador

La parroquia de la Transfiguración o del Divino Salvador, fue autorizada su construcción por fray Pedro de Gante. Algunas versiones señalan se realizó sobre el basamento de una teocalli. La actual iglesia terminada en agosto de 1617, sustituyó a otra, de la cual hay varios vestigios. De estilo plateresco, tiene planta en forma de una cruz latina, siendo su construcción de mampostería y tezontle. Su nave está cubierta por bóvedas de aristas separadas por cuatro arcos de gran peralte, en el crucero se levanta una cúpula octagonal. Cuenta con un atrio que fue cementerio, con bardas en arcos invertidos, siendo tres sus entradas de triple arcada: al norte, sur y poniente; todo ello de mampostería.

### Fiestas
Durante finales del mes de enero y principios del mes de febrero se realiza la Expo Feria Tizayuca; con distintos atractivos artísticos, culturales, deportivos y recreativos, así como juegos mecánicos, teatro del pueblo, pabellón institucional, agrícola, ganadero, industrial, comercial, gastronómico y artesanal. El día principal de la celebración es el 2 de febrero, con motivo de la Virgen de Cosamaloapan y la Virgen de la Candelaria.
En Tizayuca se celebra como la fiesta patronal, el 6 de agosto, en honor a la Transfiguración de Jesús. La población creyente organiza la fiesta, en donde hay juegos pirotécnicos, antojitos mexicanos y se invita a artistas para amenizar el festejo, hay feria con juegos mecánicos, se celebra en el centro de Tizayuca, en los alrededores de la iglesia.

### Museos
El Museo Comunitario Tetetzontlilco fue fundado el 20 de marzo de 1997, e inaugurado el 5 de mayo del mismo año, con el objetivo de preservar y difundir el patrimonio arqueológico de la comunidad. En su sala arqueológica se exhiben algunos objetos y testimonios de las distintas actividades de los pobladores, como: sellos, implementos de molienda, vasijas y ollas de cerámica decoradas con diseños negro sobre naranjado; herramientas de obsidiana y la Virgen de los Dolores, elaborada en cantera rosa. Organiza actividades relacionadas con la fiesta anual del pueblo y el Día de Muertos, así como talleres de conservación de objetos antiguos.

## Economía
Presenta un IDH de 0.758 Muy Alto, por lo que ocupa el 4.º lugar a nivel estatal; Tiene un grado de marginación de la localidad muy bajo y un grado de rezago social de la localidad muy bajo.